# Foxit Reader
Foxit Reader és un lector de PDF multilingüe. Tant els lectors de la versió bàsica i completa es poden descarregar de franc. Foxit Reader és notable pel seu curt temps de càrrega del fitxer de mesura petita, i ha estat comparat favorablement a Adobe Reader.